# Sukamanah (Jonggol)
Sukamanah is een bestuurslaag in het regentschap Bogor van de provincie West-Java, Indonesië. Sukamanah telt 13.719 inwoners (volkstelling 2010).